# Lago Agassiz

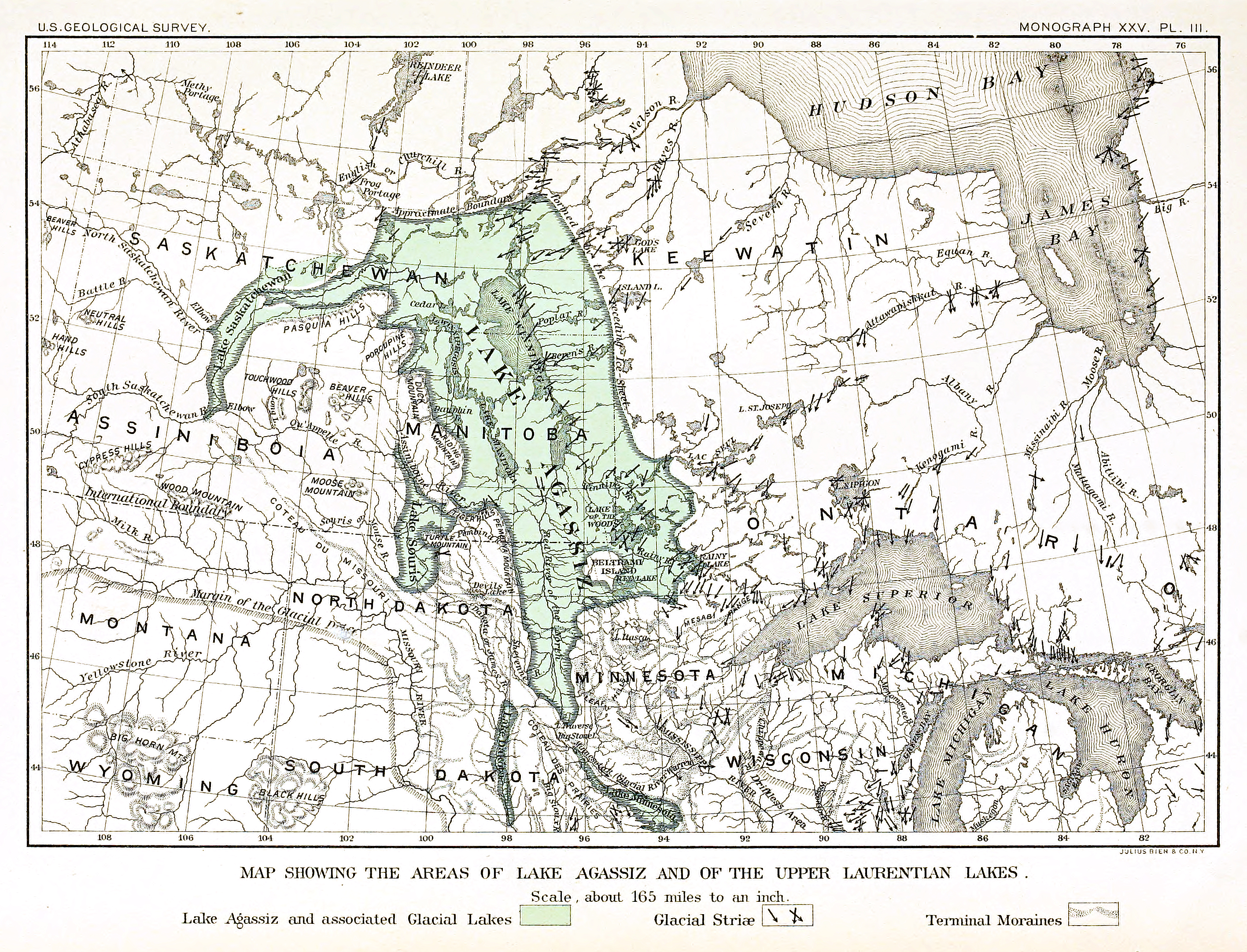
Uno de los primeros mapas de los límites del lago Agassiz (realizado en el por el geólogo Warren Upham). Actualmente se cree que en este mapa se infravalora la extensión de la región antaño recubierta por el lago.

El lago Agassiz fue un lago glaciar situado en la parte central de América del Norte. Alimentado por la escorrentía glaciar del final de la glaciación de Würm o Wisconsin, alcanzó un área mayor que la de todos los actuales Grandes Lagos juntos.
Su existencia fue postulada en 1823 por William Keating y recibió su nombre en 1879 por Louis Agassiz, quien fue el primero en caer en la cuenta de que el lago se había formado por la acción glaciar.

## Progresión geológica
| Autor (año)                   | Período (antes de la fecha actual) |
| ----------------------------- | ---------------------------------- |
| Hostetler et al. (2000)       | -13.600 a -9.500                   |
| John P. Bluemle (2005)        | -11.700 a -9000                    |
| James T. Teller et al. (2002) | -12.900 a -8.400                   |

Se ha llegado a un consenso entre los geólogos sobre la progresión probable del lago Agassiz, aunque aún existe alguna discrepancia menor en las fechas.
Se formó hace unos 13 000 años de calendario antes del presente (unos 11.000 años de 14C), a causa de la fusión de los glaciares que cubrían la parte septentrional del continente norteamericano formando la capa de hielo Laurentino. Las aguas de la fusión de esta inmensa placa de hielo formaron un lago en su frente sur que cubría gran parte de Manitoba, el este de Ontario, el norte de Minnesota, el este de Dakota del Norte, y Saskatchewan, durante el período conocido como Dryas Reciente. En el momento de alcanzar su máxima extensión pudo llegar a cubrir tanto como 440.000 km², es decir, sería mayor que cualquier lago actual, o incluso el mismo mar Caspio. Esto es aproximadamente el tamaño de la España peninsular y mayor que California.

## Drenaje periódico del lago Agassiz
El lago se drenó en distintas ocasiones en cuatro direcciones:
- Hacia el sur, por el valle del río Misisipi hasta el golfo de México, a través del paso de Traverse en el río glacial Warren (antecesor del río Minnesota, un afluente del río Misisipi).
- Hacia el noreste, por la bahía de Hudson, hacia el océano Atlántico norte.
- Hacia el este, por los Grandes Lagos y el río San Lorenzo, hacia el océano Atlántico norte.
- Hacia el noroeste, por el valle de Mackenzie, a través del Territorio de Yukón, desaguando en el océano Ártico.

El primer desbordamiento del lago tuvo lugar hacia el Este, hace 12.900 años, como atestiguan algunas playas relictas de este periodo (estado Herman) y el vaciado final tendría lugar hace unos 8.400 años. Los climatólogos creen que esa primera gran crecida del lago Agassiz aproximadamente hacia el año 10.900 a. C. se desbordó en dirección este, por los grandes lagos y el río San Lorenzo, hacia el océano Atlántico. Esta pudo ser la causa del estadio glacial del Dryas Reciente. El retorno de los hielos por algún tiempo ofreció una pequeña tregua y tras la retirada del límite glacial en el norte de Canadá hace 9.900 años, nuevamente se rellenó. Estos eventos de desbordamiento o vaciado del lago tuvieron un impacto significativo sobre el clima, el nivel del mar y posiblemente sobre las primeras civilizaciones humanas.
Gran parte del vaciado final del lago Agassiz pudo haber ocurrido en un corto periodo de tiempo, quizá solo un año. Estudios recientes llevados a cabo por el científico británico Chris Turney vinculan este vaciado rápido y el aumento de un metro del mar que ello conllevó a la expansión de la agricultura en Europa, así como los distintos mitos sobre inundaciones de las culturas prehistóricas, incluyendo el diluvio universal de la biblia.
El último gran cambio en cuanto a su llenado tuvo lugar hace 8400 años de calendario (unos 7.700 años de 14C antes del presente), cuando el lago alcanzó su actual demarcación, drenándose hacia la bahía de Hudson. El lago se drenó casi completamente en el transcurso de los siguientes 1000 años más o menos, dejando como resto los lagos Winnipeg, Winnipegosis, Manitoba, y el lago de los Bosques, entre otros. Los límites y volúmenes de estos lagos aún están en cambio debido al ajuste postglacial.
Aún pueden observarse hoy en día otras pruebas geológicas y geomorfológicas de la existencia del lago Agassiz. Las playas sobreelevadas, que se encuentran a muchos kilómetros de cualquier masa de agua, marcan los antiguos límites del lago. Muchos valles fluviales actuales, entre ellos el río Rojo del Norte, el río Assiniboine y el río Minnesota fueron interceptados originalmente por el agua que entraba o salía del lago. Los fértiles suelos de la región agrícola del valle del río Rojo son el limo arrastrado por el lago Agassiz.

## Influencia del drenaje del lago Agassiz sobre el clima
El lago ha sufrido varios periodos de acumulación de agua (cuando sube la temperatura) seguidos de drenajes repentinos hacia el Atlántico Norte y al océano Glacial Ártico. Esta enorme aportación de agua dulce y fría afecta a la circulación de la corriente del Golfo y a la circulación termohalina, lo que provoca efectos globales sobre el clima del hemisferio norte. Por ejemplo el vaciado parcial del lago ocurrido hace 12.800-12.900 años provocó un enfriamiento repentino en Europa, el periodo llamado Dryas Reciente. En pocos meses, la temperatura media bajó entre 5º y 15 °C. Los bosques de Escandinavia desaparecieron, reemplazados por una tundra glacial en la que predominaba la planta ártica Dryas octopetala, que da nombre al periodo. En el Levante mediterráneo el clima se hizo más seco, lo que provocó una disminución de recursos que quizá forzó a la cultura natufiense a desarrollar la agricultura.
Este enfriamiento del hemisferio norte hace crecer de nuevo los casquetes glaciares con la nieve acumulada. Cuando se normalizan las corrientes oceánicas, el lago vuelve a llenarse y, unos cientos de años más tarde, el rápido vaciado vuelve a comenzar el ciclo, del que se conocen al menos diez repeticiones. El vertido de cantidades de agua tan grandes produce una apreciable elevación del nivel del mar que puede ser el origen de los diferentes mitos sobre inundaciones de las culturas prehistóricas, como el Diluvio Universal narrado en la Biblia.

### Sitios web
- Boswell, Randy (19 de noviembre de 2007). «Noah's Ark flood spurred European farming». CanWest News Service. Archivado desde el original el 6 de julio de 2013. Consultado el 22 de noviembre de 2007.
- Lusardi, B. A. (1997). «Quaternary Glacial Geology». Minnesota at a Glance. Minnesota Geological Survey, University of Minnesota. Archivado desde el original el 28 de septiembre de 2007. Consultado el 22 de septiembre de 2007.
- «Valley Formation». Fact Sheets. Minnesota River Basin Data Center (MRBDC), Minnesota State University, Mankato. 2004. Consultado el 2007.